# Pommern
Pommern (polsk: Pomorze; tysk: Pommern) er et historisk landskab beliggende ved floden Oders udløb i Østersøen.
Erik af Pommern blev dansk konge.

## Historie

### Pommern i forhistorisk tid
Fra cirka 1200 f.Kr til folkevandringstiden i det 5. århundrede var Pommern befolket af keltisk og germansk talende stammer.

### Pommeranerne
Oprindelig fandtes i Pommern keltiske folk, men allerede i den romerske kejsertid beboedes landet af de til vandalernes stamme hørende rugiere og turcilinger. Først i slutningen af 5. og i 6. århundrede indvandrede venderne, der benævnte landet Po more (kystland), mens nordboerne kaldte det Vendland, hvorefter de øst for Oder boende folk, på Karl den Stores tid, benævntes pomorjaner (Pomerani).
Pommeranerne kom i det 10. århundrede under indflydelse af sine kristne naboer – fra vest de tyske landsfyrster (Sachsen fra cirka 918) og de østmarkiske landgrever (Brandenburg fra cirka 1150), begge dele af det tysk-romerske rige, og fra sydøst de polske piasthertuger (fra cirka 970). Piasterne erobrede hele Pommern mellem Oder og Wisłas mundinger i år 979 og indlemmede det i sin polansk-piastiske stat.
Under den store hedenske reaktion i Polen i 1038 blev området igen selvstændigt. Den første historisk kendte fyrste af pommeranerne var Siemomysł (Zemuzil dux Bomeranorum). I 1046 fandt i Meissen efter formidling af den tysk-romerske kejser et møde mellem hertug Kasimir I Fornyeren og Siemomysł sted for at forsøge at finde en løsningpå områdets fremtid. Pommern forblev uafhængigt mod at betale en årlig tribut til polakkerne. I 1091 blev Stettin indlemmet i piastriget af Władysław I Herman, men denne fremgang var kortvarig.
I 1121 underlagde Bolesław III den skævmundede efter tre felttog i årene 1116, 1119, 1121 sig Pommern og organiserede samtidig missionsarbejde i området. 1124-28 begyndte kristendommen, på foranledning af biskop Otto af Bambergs missionsrejser, at vinde indpas i landet, og 1140 grundedes det første bispedømme i Julin. Bolesław III indsatte en pommersk fyrste af Gryf-dynastiet, Warcisław I, som sin vasal, og der opstod et hertugdømme med hovedborgene Kamień og Szczecin.

### Pommern under Gryf-dynastiet
I 1164 blev sakseren Henrik Løve lensherre over Pommern. Efter kejser Frederik Barbarossas sejr over Henrik Løve blev Pommern en del af det tysk-romerske rige. I 1181 ophøjedes Fredrik Barbarossa Warcisławs søn, hertug Bolesław I, til tysk-romersk rigsfyrste. Gryferne herskede som fyrster over Pommern frem til huset uddøde på sværdsiden i 1637.
Pommern blev besat af Danmark i 1185, før det, bortset fra Rügen, faldt tilbage til det tysk-romerske rige ved slaget ved Bornhöved i 1227.
Rügen havde danskerne beskattet allerede fra 1168 og efterhånden kristnet. Fyrsterne af det raniske dynasti forblev lensmænd over Rügen frem til deres uddøen på sværdsiden i 1325.
I 1100- og 1200-tallet slog stadig flere tyskere sig ned i Pommern, som blev en del af det nedertyske sprogområde. Også de slaviske indbyggere blev efterhånden germaniserede. Hertugerne af det slaviske Gryf-dynasti fremmede selv den tyske indvandring, som bidrog til at forøge folketallet i det tidligere tyndt befolkede hertugdømme. Gryferne konkurrerede med de brandenburgske askaniere, som også ønskede flere tyske nybyggere til at befolke det oprindelig vestslaviske Brandenburg. I mange byer og steder af slavisk oprindelse blev de slaviske stednavne bevarede, eventuelt med små tilpasninger. Den tyske og slaviske befolkning i Pommern begyndte med tiden at smelte sammen.
I 1180 grundlagde nedersaksiske premonstratensere klosteret Belbuck. Mecklenburgiske cisterciensere grundlagde i 1173 klosteret Kolbatz og i 1199 klosteret Hilda. I 1200-tallet blev Pommern befolket med nybyggere fra Mecklenburg, Nedersachsen og Westfalen, og byer som Stralsund, Kołobrzeg (Kolberg), Wolgast og Gryfice (Greifenberg) fik Lübeck stadsrettigheder, mens Szczecin (Stettin) og Stargard Szczeciński Magdenburg stadsrettigheder.
Samtidig begyndte landets germanisering via klostrene og nedersaksiske nybyggere. Allerede siden 1060 havde Pommern egne fyrster, hvis stamfar er Swantibor (død 1106). I 1113 indtog Lothar III Pommern, der genvandt selvstændigheden 1155 under Sobieslaw. I 1231 gav kejser Frederik II Pommern som i len til Markgrevskabet Brandenburg. Gennem middelalderen var der stadige kampe og stridigheder med nabostaterne, særlig Brandenburg og byen Stralsund, der hørte under Hanseforbundet.
I 1295 fulgte en deling af Gryfernes område i fyrstedømmene Szczecin (indenlandsk del på begge sider af Oder og syd for Szczecin-havet) og Wołogoszcz (kystområder, i Vorpommern nord for floden Peene herunder byerne Demmin og Anklam). Det sidste blev frem til det 15. århundrede selv opdelt flere gange men overtog efter Rügen-fyrstenes uddøen i 1325 fyrstedømmet Rügen (øen Rügen samt det tilgrænsende fastland med byerne Stralsund, Barth, Damgarten, Tribsees, Grimmen og Loitz).
Efter, at den danske lensoverhøjhed endte, gjorde de askaniske markgrever af Brandenburg krav på lensoverhøjheden over Pommern. Dette krav blev støttet af kejser Frederik II. Resultatet var en krig mellem hertugerne af Pommern, som på denne tid var delt, og markgreven af Brandenburg. Under Barnim III blev Pommern i 1348, takket være gode forbindelser til Karl IV, rigsumiddelbart hertugdømme (altså direkte underlagt den tyske kejser). I 1529 accepterede Brandenburg Pommerns rigsumiddelbare status mod ret til at efterfølge Gryferne, hvis denne slægt skulle uddø.
Mange af byerne i Pommern tilhørte Hansaforbundet. I 1456 blev grundlagt universitet i Greifswald. Pommern blev samlet i 1478 af hertug Boguław I, den mest betydningsfulde hertug af Gryf-dynastiet. Men landet blev allerede under hans efterfølgere delt på ny. I 1532 blev landet delt i hertugdømmerne Stettin, Forpommeren, og Wolgast, Bagpommern. Denne gang løb delingslinjen langs floderne Oder og Randow og delte det i en vestlig (Pommern-Wolgast) og en østlig (Pommern-Stettin) del.
Fra 1534 blev reformationen gennemført i Pommern. I 1536 bekendte hertug Filip I af Pommern-Wolgast sig til Martin Luthers lære ved sit bryllup med Maria af Sachsen-Wittenberg i Torgau. Ved siden af Luther og Melanchthon blev den pommerske præst Johannes Bugenhagen fra Treptow, kaldet Doctor Pomeranus, en af de mest kendte reformatorer. Ved konfiskeringen af de omfattende kirkelige ejendomme forøgede hertugerne deres magtposition i Pommern.
Under Bogusław XIV blev Pommern forenet på ny i 1625. Pommerns neutralitet under 30-årskrigen kom imidlertid ikke landet til nytte. Pommern blev skiftevis plyndret af de kejserlige tropper under Wallenstein og svenskerne under Gustav II Adolf. Efter, at Wallenstein trods løfte fra kejser Ferdinand II besatte Pommern, sluttede Stralsund (1628) og efterhånden resten af Pommern, omend ikke helt frivilligt (1630) sig til svenskerne.

### Preussisk og svensk styre
I 1637 uddøde mandslinien i den gamle hertugslægt med Bogusław XIV. Ved den Westfalske Fred i 1648 tilfaldt den vestlige del af Pommern, Svensk Forpommern, Rügen, Stettin, Damm, Garz, Gollnow og Oder-mundingen, som len af kejseren, og kun den østlige del af landskabet (Bagpommern) kom under Preussen.
Ved freden i Westfalen kom Bagpommern i 1648 til Brandenburg og Forpommern forblev svensk. Pommern mistede i 30-årskrigen næsten en tredjedel af sin befolkning. Landet blev delt og lå økonomisk i ruiner. Brandenburg og det senere kongerige Preussen opgav aldrig sit krav på hele Pommern. Efter den Store Nordiske Krig (1700-1721) ved Freden i Stockholm i 1720 måtte Sverige afstå Forpommern indtil Peene, Stettin og øerne Usedom og Wollin til Preussen, mod at Preussen betalte 2 mio. thaler og overtog en pommersk gæld på 600.000 thaler, Ved Freden i Frederiksborg i 1720, afstod Danmark Dansk Forpommern til Sverige. der kaldtes Svensk Forpommern.
Under Syvårskrigen (1756-1763) kom det igen til krigshandlinger mellem Sverige og Preussen. Pommern blev delvis okkuperet af russiske tropper, og fæstningen Kolberg blev flere gange belejret. Under Napoleonskrigene led Pommern stærkt. I 1807 blev hele Forpommern okkuperet af Frankrig.
I 1814 fik Danmark Svensk Forpommern og Rügen som erstatning for tabet af Norge. Svensk Forpommern og Rügen bortbyttedes umiddelbart til Preussen imod en sum af 2.600.000 thaler og fyrstendømme Lauenburg, som Kongeriget Hannover afstod.
Ved Versailles-freden i 1919 blev 10 km² af Pommern afstået til Polen.

### Efter 2. verdenskrig
Ved afslutningen af 2. verdenskrig blev Pommern erobret af Den røde armé. I august 1945 bestemte sejrherrerne, at Pommern øst for Oder (Odra) og Swine (Świna) skulle stilles under polsk forvaltning. Også Swinemünde (Świnoujście) og Stettin (Szczecin) med forland blev indlemmet i Polen. Den tyske befolkning, som udgjorde størstedelen af Pommerns befolkning på dette tidspunkt, flygtede eller blev tvangsfordrevet som følge af Potsdamkonferencens beslutninger. Området blev befolket med polakker, som var blevet tvangsforflyttet fra Polens østlige områder, som Sovjetunionen havde annekteret efter krigen.
Den polsk-tyske grænse blev anerkendt af Vesttyskland i 1970'erne, og af Tyskland i 1990 efter genforeningen af Vesttyskland og DDR. Den vestligste del af Pommern havnede efter krigen i DDR, og fra 1990 er den del af delstaten Mecklenburg-Vorpommern.

## Nutidens Pommern
Det historiske Pommern er i dag delt mellem:
- Polen i voivodskaberne:
  - Pomorskie
  - Kujawsko-pomorskie
  - Zachodniopomorskie
- Tyskland
  - Mecklenburg-Vorpommern